# Référendums en Russie
Les référendums d'initiative parlementaire, présidentielle ou populaire sont possibles en Russie, dont la constitution et les lois fédérales organisent le cadre légal de cette forme de démocratie directe.

## Au niveau fédéral

### Référendums d'initiative populaire
L'article 3 de la Constitution de 1993 affirme que « Le référendum et les élections libres constituent la plus haute expression directe du pouvoir du peuple. ». Des lois fédérales précisent les modalités de l'organisation des référendums au niveau des 85 sujets, ainsi que celle des référendums d'initiative populaire au niveau fédéral,.
Les signatures d'au moins 2 millions d'électeurs inscrits sur les listes électorales doivent pour cela être réunies dans un délai de deux mois. Les signatures doivent provenir d'au moins 42 des sujets de la fédération, sans que plus de 50 000 d'entre elles le soient d'un même sujet. Les citoyens doivent s'organiser en comités proposant leurs questions auprès de la Commission Électorale Central (CEC), qui décide de leurs validités. Le délai de deux mois court à partir de cette validation. Deux projets portant sur le même thème ne peuvent être organisés simultanément, le premier à être validé par la commission supplantant les autres,.
En 2018, un total de 109 012 315 électeurs étaient inscrits sur les listes électorales, le seuil de 2 millions de signatures équivalant alors à un peu plus de 1,8 % des électeurs. En pratique, le nombre de signatures à collecter est cependant affecté par l'obligation de leur répartition dans les différentes régions.
Les conditions de collecte pour un référendum d'origine populaire sont jugées particulièrement difficiles, et soupçonnées d'avoir été définies délibérément ainsi par le gouvernement, dans le but de rendre presque impossible sa mise en œuvre.
En août 2018, alors qu'une loi se prépare pour relever l'âge de départ à la retraite, les sondages révèlent qu'une très grande majorité de la population y est opposée. Les deux partis politiques classés à gauche représentés au Parlement, Russie juste et Parti communiste, font alors pression pour un référendum populaire. La Commission électorale centrale a provisoirement accepté l'idée, ce qui, d'après le New York Times, a surpris de nombreux analystes. Mais le référendum n'a finalement pas eu lieu : les partisans du référendum devaient constituer 43 groupes d'initiative régionale, et fin septembre 2018, seulement 13 groupes s'étaient réunis pour discuter de la formulation de la question sur l'âge du départ à la retraite. A la mi-octobre 2018, le projet de référendum a été abandonné après que la date limite de dépôt des documents a été dépassée.

### Référendums d'initiative gouvernementale
Le Président de la fédération de Russie peut mettre en œuvre des référendums, en vertu de l'article 84 de la constitution. Ce pouvoir ne s'étend pas aux présidents par intérim.

### Référendum constitutionnel
Un amendement ou une révision de la constitution peut être mise en œuvre sur proposition du président de la Fédération russe, du Conseil de la Fédération, de la Douma d'État, du Gouvernement de la Fédération russe, des organes législatifs (représentatifs) des sujets de la Fédération, ainsi que par un groupe représentant au moins le cinquième des membres du Conseil de la Fédération ou des députés à la Douma d'État. Elles sont alors votées selon la procédure prévue pour l'adoption d'une loi constitutionnelle fédérale et entrent en vigueur après leur approbation par au moins les deux tiers des organes du pouvoir législatif des sujets de la Fédération russe.
Les chapitres 1, 2 et 9 de la constitution ne peuvent cependant être modifiés selon la seule voie parlementaire. Ceux ci portent respectivement sur les fondements du régime constitutionnel, les droits et les libertés de l'homme et du citoyen, et la procédure même d'amendements ou de révision de la Constitution. Cependant, si une proposition d'amendement ou de révision concernant ces chapitres est soutenue par les trois cinquièmes au moins des voix de l'ensemble des membres du Conseil de la Fédération et des députés à la Douma d'État, une Assemblée constituante est convoquée.
L'assemblée constituante décide alors de la validité ou non de la proposition. En cas de vote positif, elle prépare un projet de révision qui doit être approuvé par la majorité des deux tiers du total de ses membres, ou bien soumis à référendum. En cas de référendum, la révision de la Constitution est considérée comme adoptée si elle recueille en sa faveur plus de la moitié des suffrages des électeurs ayant pris part au vote, à condition de franchir le quorum de participation de 50 % des inscrits.